# Minneola (Kansas)
Minneola es una ciudad ubicada en el condado de Clark en el estado estadounidense de Kansas. En el año 2010 tenía una población de 745 habitantes y una densidad poblacional de 620,83 personas por km².

## Geografía
Minneola se encuentra ubicada en las coordenadas 37°26′29″N 100°0′52″O / 37.44139, -100.01444 (37.441260, -100.014406).

## Demografía
Según la Oficina del Censo en 2000 los ingresos medios por hogar en la localidad eran de $32,019 y los ingresos medios por familia eran $41,750. Los hombres tenían unos ingresos medios de $28,250 frente a los $22,500 para las mujeres. La renta per cápita para la localidad era de $16,498. Alrededor del 11.7% de la población estaban por debajo del umbral de pobreza.